# Dolores López Gabarro
María Dolores López Gabarro, née le 18 mars 1977, est une femme politique espagnole membre du Parti populaire.
Elle est élue sénatrice de Huelva lors des élections générales de 2015.

## Biographie

### Activités politiques
Elle est maire de Valverde del Camino de 2011 à 2016. Elle a été députée au Parlement d'Andalousie de 2008 à 2014.
Le 20 décembre 2015, elle est élue sénatrice pour Huelva au Sénat et réélue en 2016.
Elle démissionne de son mandat sénatorial lorsqu'elle est nommée secrétaire générale du Parti populaire d'Andalousie. Élue députée lors des élections andalouses de 2018, elle exerce la responsabilité de présidente du groupe parlementaire à partir de février 2019. Elle est relevée de cette fonction en juillet 2022 pour devenir conseillère à l'Intégration sociale, à la Jeunesse, aux Familles et à l'Égalité du gouvernement Moreno II.